# Герб Ружинського району
Герб Ру́жинського райо́ну — офіційний символ Ружинського району Житомирської області, затверджений Ружинською районною радою рішенням XVI сесії XXIV скликання від 18 травня 2004 р. «Про затвердження герба і прапора Ружинського району».

## Опис герба
Гербовий щит має форму прямокутника з півколом в основі. На червоному полі щита срібний пояс, в якому пливе геральдично вправо синій короп.
У першій частині — срібна вигнута дуга, на якій срібна стріла вістрям догори. У другій частині — срібна ружа.
Щит обрамований вінком із золотого пшеничного колосся і зеленого дубового листя, оповитого синьо-жовтою стрічкою, і увінчаний срібною короною із гербом області.